# Object REXX
Язык программирования Object REXX (объектный REXX) — объектно-ориентированный скриптовый язык, основанный на языке REXX, созданный корпорацией IBM первоначально для операционных систем серий OS/2 и OS/390.
12 октября 2004 года IBM выпустила Object REXX как программное обеспечение с открытым кодом, положив начало проекту Open Object Rexx, ныне доступному для различных операционных систем: Linux, Solaris, Windows. Данная реализация включает в себя скриптовый движок WSH для Rexx.
Object REXX поддерживает множественное наследование за счет использования классов-примесей.